# Miguel Purugganan
Miguel Gatan Purugganan (Cabagan, 18 november 1931 - 7 juli 2011) was een Filipijnse rooms-katholieke geestelijke en van 1974 tot 1999 bisschop van Ilagan. Puruggan was een van de bisschoppen die zich in het openbaar uitsprak tegen het dictatoriale bewind van president Ferdinand Marcos.

## Biografie
Talamayan studeerde aan de seminarie van Cabagan in Isabela (1938-1945), het Immaculate Conception Minor Seminary in Vigan, Ilocos Sur (1946-1950) en de Central Seminary van de University of Santo Tomas (1950-1953). Vanaf 1954 studeerde hij aan de Pauselijke Universiteit Gregoriana in Rome. Na zijn wijding tot priester op 3 maart 1957 en afronding van zijn studie in 1958 was hij vice-kanselier van de San Jacinto-seminarie. Van 1961 tot 1963 studeerde hij opnieuw aan de Pauselijke Universiteit, waarna hij in van 1963 tot 1965 diende als secretaris van bisschop Domingo tijdens de Tweede Vaticaans Concilie. In 1967 werd Purugganan benoemd tot assistent-pastoor van St. Paul the Apostles-parochie en tot rector van het San Jacinto-seminarie. Twee jaar later volgde een benoeming tot vicaris-generaal van het bisdom Tuguegarao. In 1971 werd hij, op 39-jarige leeftijd benoemd tot hulpbisschop van het aartsbisdom Nueva Segovia en titulair bisschop van Egnatia. Drie jaar later, op 21 januari 1974 volgde een benoeming tot bisschop van Illagan. In 1999 ging Talamayan met pensioen en werd hij opgevolgd door bisschop Sergio Utleg.
Purugganan overleed in 2011 op 79-jarige leeftijd.